# 加勒特·马丁利
加勒特·马丁利（英語：Garrett Mattingly，1900年5月6日—1962年12月18日）是一位美国历史学家，哥伦比亚大学教授，专攻欧洲历史特别是早期现代外交史，主要作品有曾获得普利策奖的《无敌舰队》（The Armada）等。